# Xyloperthodes pollicifer
Xyloperthodes pollicifer är en skalbaggsart som beskrevs av Vrydagh 1955. Xyloperthodes pollicifer ingår i släktet Xyloperthodes och familjen kapuschongbaggar. Inga underarter finns listade i Catalogue of Life.